# Daniel Bamberg
Daniel José Bamberg (São Lourenço do Oeste, 23 aprile 1984) è un ex calciatore brasiliano, di ruolo centrocampista.

## Carriera

### Club
Bamberg ha iniziato la carriera nel suo paese natio: ha vestito le maglie di Portuguesa e Fortaleza. Si è trasferito poi agli svedesi del GAIS, prima di tornare in patria per giocare con l'ABC.
È tornato poi in Svezia, stavolta per giocare nell'IFK Norrköping. Per questa squadra, ha debuttato nell'Allsvenskan il 30 marzo 2008, giocando titolare nella sconfitta casalinga per 1-2 contro il Djurgården.
Il 9 febbraio 2011 è stato reso noto il trasferimento del calciatore all'Haugesund. Ha esordito nell'Eliteserien il 20 marzo, schierato titolare nella sconfitta per 2-0 sul campo del Tromsø. Il 13 giugno ha segnato la prima rete, nel successo per 2-0 sul Viking.
Il 31 gennaio 2012 è stato ufficializzato il suo passaggio all'Örebro. Il 30 marzo 2013 è tornato ufficialmente all'Haugesund.
Il 22 febbraio 2016, libero da vincoli contrattuali, si è accordato con gli islandesi del Breiðablik.

## Palmarès

### Club

#### Competizioni regionali
- Campionato Cearense: 2

Fortaleza: 2002, 2003